# Lucky Fred
Lucky Fred est une série télévisée d'animation espagnole-italienne, créée en 2011 par Myriam Ballesteros et composée de 52 épisodes de 11 minutes. 
Elle a été diffusée sur Disney Channel. Elle met en scène les aventures de Fred, de sa voisine Jenny, une agent secrète et de son meilleur ami, Vendredi, un robot sophistiqué.

## Synopsis
Au cœur de Barcelone, la vie de Fred, un garçon de 13 ans, bascule lorsqu'il fait la rencontre d'un robot du nom d'Androïde 9-0-9-0-9-0-9, qui sera surnommé Vendredi par Fred. C'est un robot polymorphe, c'est-à-dire qu'il est capable de se transformer en tout ce que Fred ou Jenny ordonne. Eugenia, surnommée Jenny, est un garçon manqué qui travaille comme agent secrète pour l'organisation dirigée par son père et destinée à combattre les aliens malfaisants, dont le but est d'envahir la Terre et de la détruire.

## Épisodes

### Première saison
1. Crise d'ennui
2. Un amour de petit chien
3. Un combat sous tension
4. Fred, il est cool !
5. Agent Alpha One
6. Aphrodite, la diva
7. Le Gant à soda
8. Une situation un poil délicate
9. Le vol des crampons
10. Le Casque à machin truc
11. Le Bouton rouge
12. Vendredi le guerrier
13. Roberta et Robert amoureux
14. Monsieur Météo
15. Des emails en pagaille
16. Le Problème de maths
17. Une super mascotte
18. Une île flottante
19. Les Démons de la boue, en vedette !
20. Monsieur Boots
21. Le Roi des ours des égouts
22. Vive la reine des écureuils
23. La Princesse Iria
24. Des animaux chez vous !
25. Les dés porte-bonheur
26. La Chasse intergalactique
27. Un duo ventriloque
28. Le Nouveau Prof de sport
29. La Sangsue ensorceleuse
30. La Vengeance de Plutonieuf
31. Où sont passés les profs ?
32. Le Grand Feu sur la plage
33. La brume d'amour
34. Opération trucs de filles
35. Vendredi va au rebut
36. Le Tournoi de foot
37. La Fête des amoureux
38. Le Petit Mouchard
39. Ça c'est de la danse !
40. Abominables robots
41. Monsieur «j'fais tout bien»
42. Week-end en sports d'hiver
43. Super Thomas
44. Gelatina
45. Le grand complot
46. Le crapaud venu du ciel
47. Le grand défilé
48. Carrotade !
49. Le carnaval
50. L'antidote

## Voix Françaises
- Alessandro Bevilacqua : Vendredi
- Thibault Delmotte : Fred
- Cathy Boquet : Eugenia/Jenny

Casting & Direction Artistique : Marie-Line Landerwyn